# Männersache
Pour plus de détails, voir Fiche technique et Distribution.
Männersache (en français, Truc de mec) est un film allemand réalisé par Mario Barth et Gernot Roll, sorti en 2009.

## Synopsis
Berlin, 1991. Paul et son meilleur ami Hotte le sont depuis toujours. Paul travaille dans un magasin pour animaux de compagnie et vit avec son père Rudi. Certains soirs, il va à un petit pub faire du stand-up avec peu de succès - jusqu'à ce qu'il commence à raconter des blagues au sujet de son ami Hotte et sa petite amie de celui-ci, Susi. Mais ces derniers ne les apprécient pas et se vexent.
Après un article de journal, dans lequel Susi exprime toute sa colère, Paul et Hotte se disputent. Paul voit ensuite une interview télévisée dans laquelle Hotte remet en question leur amitié. Hotte et Paul se divisent. Heinz König, un agent graveleux, découvre Paul et lui propose ses services. Avec son aide et les blagues sur Susi et Hotte, Paul a maintenant le succès et peut remplir des salles entières en peu de temps.
Après une rencontre fortuite devant une discothèque, Paul et Susi passent la soirée ensemble à boire beaucoup. Le père de Paul, Rudi, n'aime pas le changement de son fils sollicite un patron de la mafia russe afin d'intimider l'agent de Paul et l'éloigner de son fils.
Paul et son père se disputent quand Rudi fait une attaque cardiaque. Hotte arrive par hasard et le transporte à l'hôpital. Paul, qui vient de découvrir le véritable agissement de son agent délaisse une émission de télévision pour aller à l'hôpital. Père et fils se réconcilient, Paul et Hotte se précipitent dans la voiture de Susi en direction de l'émission de télévision afin d'obtenir la grande célébrité dont Paul a toujours rêvé.
Sur le chemin, Paul avoue à Hotte sa nuit avec Susi. Hotte frappe Paul au visage. Mais il lui pardonne, car avec Susi, ce n'est pas allé plus loin qu'un baiser.
Hotte propose à Paul soit d'aller prendre une bière avec lui, soit d'aller à l'émission de télévision. Paul privilégie l'amitié à sa carrière. À la fin, ils se retrouvent à la maison avec Susi et Rudi.

## Fiche technique
- Titre : Männersache
- Réalisation : Mario Barth, Gernot Roll assistés de Regina Spreer et Natalie Beer
- Scénario : Mario Barth, Dieter Tappert
- Musique : Paul Kuhn, Marco Meister
- Direction artistique : Florian Lutz (de)
- Costumes : Sabine Greunig
- Photographie : Gernot Roll
- Son : Felix Andriessens
- Montage : Carsten Eder
- Production : Oliver Berben
- Société de production : Constantin Film, MOOVIE the art of entertainment
- Société de distribution : Constantin Film
- Pays d'origine :  Allemagne
- Langue : allemand
- Format : Couleur - 1,85:1 - Dolby - 35 mm
- Genre : Comédie
- Durée : 90 minutes
- Dates de sortie :
  - Allemagne : 19 mars 2009.
  - Autriche : 20 mars 2009.
  - Suisse : 26 mars 2009.

## Distribution
- Mario Barth : Paul Schawbonski
- Dieter Tappert : Hotte Köhler
- Michael Gwisdek : Rudi
- Anja Kling : Susi
- Michael Brandner (de) : Heinz König
- Jürgen Vogel : Rainer Gunsch
- Leander Haußmann : le producteur de télévision
- Paul Würdig : Guido, le directeur de production
- Florentine Lahme : Monique
- Thomas Thieme (de) : Ingo Kloos
- Katrin Filzen : Steffi von Niggemeier
- Gilbert von Sohlern : un policier
- Michael Lott : Walter
- Victor Schefé : Winni, l'animateur de télévision
- Bernd Stegemann : Wolfgang, le serveur
- Ernst-Georg Schwill : un policier
- Oliver Nägele : Bernie
- Andreas Mannkopff : Oncle Peter
- Michael Sideris : Oli Laterne

## Source de la traduction
- (de) Cet article est partiellement ou en totalité issu de l’article de Wikipédia en allemand intitulé « Männersache » (voir la liste des auteurs).